# ليونز دي جنيف
ليونز دي جنيف هو فريق كرة سلة سويسري للمحترفين تأسس في سنة 2010 يقع مقره في جنيف.

## الإنجازات
- كأس سويسرا لكرة السلة (2):

2003–04، 2013–14
- كأس الدوري السويسري لكرة السلة (3):

2003–04، 2012–13، 2014–15

## أبرز اللاعبين
من أبرز اللاعبين الذين لعبوا معه:
- ألون شتاين
- رود براون

## وصلات خارجية
- الموقع الرسمي